# Bharattherium bonapartei
Bharattherium bonapartei Prasad et al., 2007 è un mammifero estinto appartenente alla famiglia Sudamericidae ed unica specie conosciuta del genere Bharattherium.
È vissuto in India durante il periodo Cretaceo superiore (Maastrichtiano, tra 70,6 e 65,95 milioni di anni fa), ma altre specie appartenenti alla stessa famiglia sono vissute anche in Madagascar e in Sud America, circa durante lo stesso periodo, quando questi continenti facevano parte di un unico supercontinente chiamato Gondwana.
Il primo ritrovamento di questo fossile è avvenuto nel 1989, venendo pubblicato nel 1997, ma l'animale non è stato identificato con chiarezza fino al 2007 a causa dei pochi resti ritrovati, corrispondenti solo ad una serie di otto denti isolati.

## Tassonomia
I denti ritrovati sono molariformi alti e curvi, alti tra i 5,97 e gli 8,40 millimetri. Su più denti è presenti una scanalatura su un lato e una cavità nel mezzo del dente (tipiche degli hypsodont), mentre su un altro ci sono due scanalature su di un lato e tre nell'altro. Queste informazioni, unite al tipo di smalto presente nei denti, suggeriscono che l'animale fosse di tipo erbivoro e la sua alimentazione principale provenisse dal pascolo.
Nei moderni animali i denti di tipo hypsodont sono in genere associati ad un'alimentazione che vegetazione come l'erba, indicando il Bharattherium come uno dei primi animali da pascolo d'erba. La presenza di questo tipo di denti suggeriscono anche che l'animale fosse semiacquatico con una dieta comprendente anche radici e cortecce di piante.